# Sławomir Mrowiec
Sławomir Adam Mrowiec – polski chirurg, prof. dr hab. nauk medycznych, wykładowca Katedry i Kliniki Chirurgii Przewodu Pokarmowego Wydziału Nauk Medycznych w Katowicach Śląskiego Uniwersytetu Medycznego w Katowicach.

## Życiorys
19 czerwca 1997 obronił pracę doktorską Ocena opróżniania żołądkowego w warunkach wysokiej niedrożności przewodu pokarmowego leczonej zespoleniem żołądkowo-jelitowym lub dwunastniczo-jelitowym, 9 lutego 2012 habilitował się na podstawie pracy zatytułowanej Wpływ różnych metod chirurgicznej rekonstrukcji układu pokarmowego na motorykę żołądka i funkcję egzokrynną trzustki u pacjentów poddanych pankreatoduodenektomii. Jest wykładowcą Katedry i Kliniki Chirurgii Przewodu Pokarmowego Wydziału Nauk Medycznych w Katowicach Śląskiego Uniwersytetu Medycznego w Katowicach.
8 maja 2023 roku otrzymał tytuł profesora nauk medycznych

## Odznaczenia
- Srebrny Krzyż Zasługi (2001)[3]